# Derwood
Derwood – jednostka osadnicza w Stanach Zjednoczonych, w stanie Maryland, w hrabstwie Montgomery.